# Estación de Cellers-Llimiana
Cellers-Llimiana (en español y anteriormente Sellés-Llimiana) es un apeadero ferroviario con parada facultativa situado en el municipio español de Castell de Mur, en la provincia de Lérida, comunidad autónoma de Cataluña. Dispone de servicios de Cercanías, atendidos por FGC y con circulaciones turísticas ocasionales bajo el nombre comercial Tren dels Llacs. La estación tuvo en 2018 un total de 1 126 usuarios que iniciaron el trayecto en la estación.

## Situación ferroviaria
Se encuentra ubicada en el punto kilométrico 63,144 de la línea férrea de ancho ibérico que une Lérida con Puebla de Segur a 378 metros de altitud, entre las estaciones de Ager y Guardia de Tremp. El tramo es de vía única y está sin electrificar.

## Historia

### Orígenes
El trazado entre Lérida y Puebla de Segur estuvo proyectado inicialmente como una sección del llamado ferrocarril Baeza-Saint Girons, una gran línea internacional de 850 km de longitud que pretendía unir Baeza (Jaén) con el municipio francés de Saint-Girons (Ariège), pasando por Albacete, Utiel, Teruel, Alcañiz y Lérida. Para el tramo catalán se aprovecharía la línea Lérida-Balaguer y se prolongaría más allá de la frontera hispano-francesa, atravesando los Pirineos por el puerto de Salau.
En 1926, durante el régimen de Miguel Primo de Rivera se aprobó el llamado Plan de Ferrocarriles de Urgente Construcción, conocido por Plan Guadalhorce por el ministro que lo impulsó. Este plan preveía la construcción de miles de kilómetros de nuevas líneas férreas de carácter radial que debían mejorar las comunicaciones de aquellas áreas a las que el ferrocarril no había llegado durante el siglo XIX. Entre ellas se encontraba el ferrocarril Baeza-Saint Girons, cuya construcción se inició entre 1926 y 1928. Tras el advenimiento de la Segunda República estos proyectos ferroviarios fueron revisados y paralizados. La posterior Guerra Civil imposibilitó la ejecución de muchas de las grandes obras públicas proyectadas en la época. La subsiguiente carestía de medios conllevó la suspensión de todos los trabajos.

### Bajo RENFE
En 1941, con la nacionalización de la red viaria, la línea pasó a ser gestionada por RENFE.

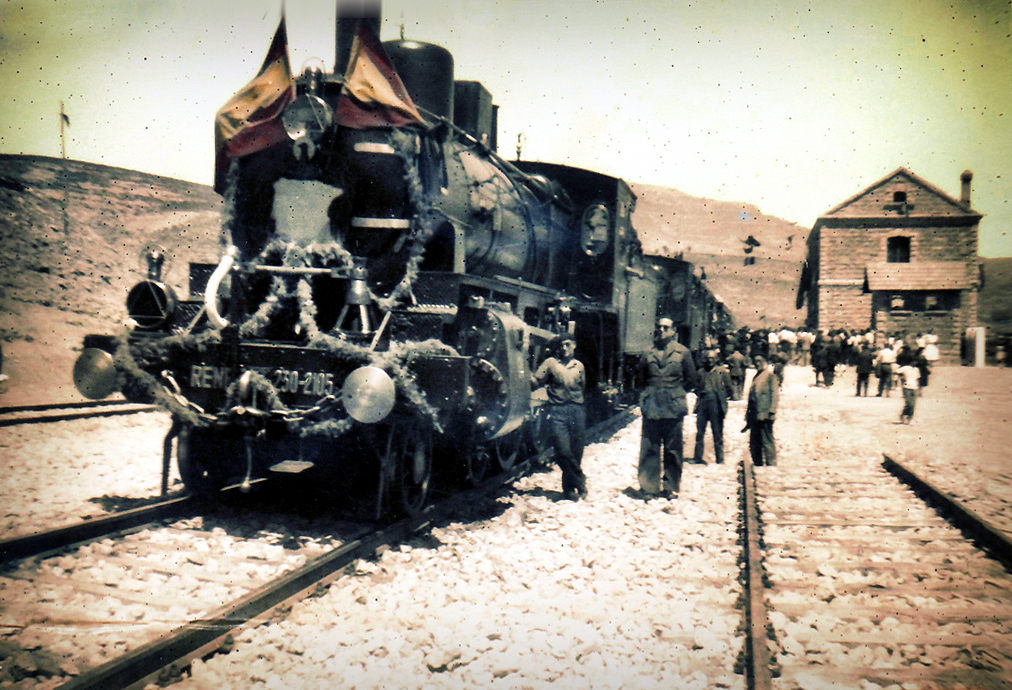
Locomotora 230-2105 de RENFE al frente del tren inaugural del del tramo Balaguer-Cellers de la nueva linea Lérida-Puebla de Segur en 1949

El ferrocarril no llegó a Cellers-Llimiana hasta 1949, con la inauguración del tramo de 35,6 km Balaguer-Sellés el 21 de julio de 1949. El tramo final hasta Puebla de Segur, no fue abierto al servicio hasta el 13 de noviembre de 1951. En 1962, por recomendación del Banco Mundial, el Estado español decidió detener la construcción de nuevas líneas férreas y concentrarse en la mejora de las ya operativas. Eso supuso que el gobierno paralizara el ferrocarril Baeza-Saint Girons; en la zona sur se desaprovechó el tramo entre Baeza y Utiel, cuya construcción estaba muy avanzada, y en el norte se descartó la interconexión con Francia. Consecuentemente, la línea que debería haber atravesado el corazón de los Pirineos finalizó en toperas en Puebla de Segur, a pesar de haber preparado ya el terreno para prolongarla hasta Sort.
El 1 de enero de 1985 estuvo previsto el cierre de la línea y sólo un acuerdo con la administración autonómica de Cataluña, la salvó de su cierre.

### Bajo FGC
El 1 de enero de 2005, la Generalidad de Cataluña obtuvo la propiedad de la línea y su explotación mediante su operadora ferroviaria FGC. Renfe Operadora aún permaneció explotando la línea de forma compartida hasta 2016, en que lo hizo solamente FGC.

## La estación
Se halla junto al Embalse de los Terradets, a 8,2 km de Llimiana por la carretera LV-9121 y a 2,2 km de Cellers por la C-31. Al costado de la estación surgió un núcleo poblacional.
Originalmente la estación tenía tres vías, la general, una derivada a la derecha y una en topera también a la derecha, conectada en el sentido Lérida, que atendía a un muelle de carga cubierto. Había un andén central entre la vía general y la derivada, mientras que un segundo andén lateral daba servicio a la derivada y a la muerta, situándose en dicho andén el edificio de viajeros. 
La estación era un punto habitual de cruce de trenes. En 2000 se desmanteló la vía derivada y la muerta, conservando el edificio de viajeros, así como el muelle de carga y la aguada para antiguas locomotoras de vapor situado en sentido Puebla de Segur. También se renovó el andén. Actualmente sólo cuenta con una vía y el andén a la derecha, sentido Puebla de Segur. Dicho andén cuenta con marquesina y un banco para aguardar la llegada del tren. También cuenta con un panel led y un punto de información conectado con el centro de control de la línea. Desde enero de 2018 se convirtió en un apeadero con parada facultativa, por lo que hay que solicitar dicha parada al maquinista, utilizando el botón correspondiente del punto de información.
El edificio de viajeros se destina a restaurante y albergue, ofreciendo un total de 40 plazas.

## Servicios ferroviarios
Los trenes con los que opera Ferrocarriles de la Generalidad de Cataluña enlazan la estación principalmente con Lérida, Balaguer y Puebla de Segur. Circulan entre dos y cuatro trenes por sentido.
Las unidades habituales son las de la Serie 331 de FGC, fabricadas por Stadler Rail en Zúrich, que fueron probadas en las instalaciones de Plá de Vilanoveta. Entraron en servicio el 17 de febrero de 2016, mediante la unidad 333.01 en su primer servicio entre Lérida y Puebla de Segur, sustituyendo a los antiguos TRD de la serie 592 de Renfe.
Debido al carácter turístico de la línea se ofrecen ocasionalmente los sábados, entre los meses de abril y octubre, un servicio de ida y vuelta entre Lérida y Puebla de Segur, conocido como el "Tren dels Llacs". Estos servicios se componen de dos locomotoras n.º 10820 y 10817 diésel de la serie 308 de RENFE (conocidas como "Yé-yé") más seis coches de viajeros de la serie 6000 (uno de ellos con cafetería) y un coche furgón postal de apoyo. Existe una tercera locomotora Garrat de vapor 282-F-0421 conocida como "La Garrafeta" actualmente en reparación.
Algunos de los sábados del citado periodo circula, en lugar de los anteriores, un tren GTW panorámico de la serie 331 a un precio más asequible.
Al tratarse de una parada facultativa, los trenes no paran en esta estación a menos que los pasajeros del tren lo soliciten con antelación.
| origen/destino  | anterior/siguiente | Línea | siguiente/anterior | destino/origen  |
| --------------- | ------------------ | ----- | ------------------ | --------------- |
| Lérida Pirineos | Ager               |       | Guardia de Tremp   | Puebla de Segur |